# Konrad Neeb
Konrad Neeb (in amtlichen Dokumenten Konrad Neeb II.) (* 3. Mai 1851 in Windhausen; † 18. April 1899 ebenda) war ein hessischer Gutsbesitzer und Politiker (Freisinn) und Abgeordneter der 2. Kammer der Landstände des Großherzogtums Hessen.
Konrad Neeb war der Sohn des Landwirts Johannes Neeb und dessen Ehefrau Katharina, geborene Fleischhauer. Neeb, der evangelischen Glaubens war, war Landwirt in Windhausen und heiratete Elise geborene Völzing.
Von 1893 bis 1899 gehörte er der Zweiten Kammer der Landstände an. Er wurde für den Wahlbezirk Oberhessen 8/Alsfeld-Land gewählt.